# Elvin Hayes
Elvin Ernest Hayes (Rayville, Louisiana, 17. studenog 1945.) umirovljeni je američki profesionalni košarkaš. Igrao je na poziciji krilnog centra. Izabran je u 1. krugu (1. ukupno) NBA drafta 1968. od strane Houston Rocketsa. Uvršten je među 50 najvećih igrača u povijesti NBA, a 1990. i u Kuću slavnih.  

## Rani život
Hayes je odrastao u siromaštvu u gradiću Rayville u saveznoj državi Lousiani. Njegovi roditelji Christopher i Savannah imali su šestero djece, a Elvin je najmlađi. Njegov otac Christopher umro je kada je Elvin imao 17 godina. U prvom razredu srednje škole Elvin nije upao u košarkašku momčad, a ista stvar dogodila mu se i u drugom razredu. U trećem je izborio igranje u momčadi i tu počinje njegov uspon. U srednjoj školi je bio sjajan strijelac i skakač. 1964., u četvrtom razredu srednje škole, osvojio je srednjoškolski naslov savezne države Lousiane. Te sezone prosječno je zabijao 34 koševa po utakmici. U finalnoj utakmici imao je 45 koševa i 20 skokova. 

## Sveučilište
Sveučilište Houston 1964. godine odlučuje u svoju košarkašku momčad primati i crnce. Trener Houstona Guy Lewis čuo je da Hayes u malenom gradiću Rayvilleu igra sjajno. I tako je Hayes postao prvi crni sportaš koji je dobio stipendiju na sveučilištu Houston. Iste godine osim Hayesa na sveučilište dolazi još jedan crni košarkaš, Don Chaney. On će poslije ući u NBA povijest kao jedini igrač koji je bio suigrač Billa Russela iLarryja Birda. Hayes nije htio ostati blizu svog Rayvillea, iako su njegovi roditelji mislili da će ostati u blizini obiteljskog doma. Iako je početkom sveučilišne karijere bilo nekoliko incidentata, on se nije predavao.

### Dvoboji s Lewom Alcindorom
U sezoni 1967./68., na četvrtoj godini sveučilišta, Hayes je odigrao najbolju utakmicu na sveučilištu. 20. siječnja 1968. odigrala se jedna od najuzbudljivijih utakmica u povijesti sveučilišne košarke, utakmica je bila prva koja je išla u nacionalnom TV prijenosu. Tada su prvoplasirani UCLA Bruinsi predvođeni Lewom Alcindorom (poznatijim pod imenom Kareem Abdul-Jabbar) igrali protiv drugoplasiranih Houston Cougarsa u dvorani Astrodome u Houstonu pred tada rekordnih 52 693 gledatelja. Houston je tada pobijedio 71:69, a ta utakmica je nazvana utakmicom stoljeća. Houston je imao 17 pobjeda u nizu, a ova pobjeda protiv UCLA-a bila im je 18 u nizu. S tim porazom prekinut je niz od 47 uzastopnih pobjeda UCLA-a. Bio je ti velik dvoboj Hayesa i Alcindora, koji je utakmicu igrao s lakšom ozljedom oka. Hayes je u potpunosti nadigrao Alcindora na toj utakmici, zabio je 39 koševa (u prvom poluvremenu 29) uz šut iz igre 17/25 (Alcindor samo 15 koševa), a četiri šuta mu je blokirao Hayes, koji je sakupio 15 skokova (Alcindor je imao 12). Hayes je imao još 4 asistencije i 8 blokada, a pogodio je još dva pobjedička slobodna bacanja 28 sekundi prije kraja utakmice, pri rezultatu 69:69. 
Međutim, UCLA se osvetio Houstonu za jedini poraz te sezone na Final Fouru u Los Angelesu, kada su ih u polufinalu pobijedili s visokih 101:69, a nakon toga su osvoji drugi naslov zaredom u pobjedi 78:75 protiv North Caroline. U tom polufinalu Alcindor je zabio 19 koševa, a Hayes tek 10 koševa i 5 skokova. Idući dan Houston je izgubio i utješnu utakmicu za treće mjesto od Ohio Statea 89:85, unatoč Hayesova 34 koša. Te godine Hayes je prosječno postizao 36.8 koševa i 18.9 skokova te je imenovan sveučilišnim igračem godine. Ukupno je u ti godine na sveučilištu imao prosjek od 31.0 koša i 17.2 skokova. Bio je trostruki All-American te je odveo Houston na dva Final Foura, gdje su oba puta izgubili u polufinalu od UCLA-a. 

## NBA

### San Diego / Houston Rockets (1968. – 1972.)
San Diego Rocketsi izabrali su ga na NBA draftu 1968. u prvom krugu kao prvi izbor. I odmah u rookie sezone bio je najbolji strijelac lige s prosjekom od 28.4 koša po utakmici. Uprvao mu je rookie sezone bila najuspješnija sezona u karijeri. Pod nadimkom Big E u rookie sezoni bio je vodeći u nekoliko kategorija, uključujući minute, ukupnom broju koševa te prosjeku koševa (28.4). Pomalo nevjerovatan podatak da je Hayes u rookie sezoni s prosjekom od 17.1 skoka bio tek četvrti skakač lige, ali to dovoljno govori protiv kakvih kvalitetnih centara je igrao. Izabran je u All-Rookie prvu petorku, ali ne i za novaka godine. Te godine još je jedan novak odigrao fantastično, Wes Unseld, koji je na kraju bio i novak godine i najkorisniji igrač lige. U Hayesove prve četiri godine s Rocketsima momčad nije uspjela imati više od 50% pobjeda u regularnoj sezoni. Iako je on imao sjajnu statistiku, to nije pomoglo gubitičkoj momčadi Rocketsa, u te prve četiti sezone Rocketsi su samo jednom bili u doigravanju. I to onda u njegovoj rookie sezoni, kada su ispali s 4-2 od Atlante. Imao je problema i sa suigračima i trenerima, Njegov sukob s prvim njegovim trenerom Jackom McMahonom završio je tako da je McMahon dobio otkaz.  Na njegovo mjesto došao je Alex Hannum, ali nio on se nije najbolje slagao s Hayesom. Nova vlasnička grupacija kupila je Rocketse i odlučila ih preseliti iz San Diega u Houston. Jedan od razloga selidbe bila je velika Hayesova popularnost u Houstonu, a vlasnici su se nadali dobroj posjeti dvorane. Za novog trenera došao je Tex Winter, dugogodišnji sveučilišni trener. Winter je i tada koristio svoj poznati, ali prilično komplicirani trokutni napad, koji je na sveučilištu bio njegov zaštitni znak. 

### Baltimore / Capital / Washington Bullets (1972. – 1981.)
Međutim, to bi sve i funkcioniralo, ali Hayesu se taj novi napad nije sviđao. U lipnju 1972. Rocketsi su ga mijenjali u Baltimore Bulletse za Jacka Marina, Hayes je u prve četiri NBA sezone prosječno zabijao 27.5 koševa i 16.3 skokova, a uuglavom je igrao na poziciji centra. Zamjena u drugi klub promijenila je Hayesa. Sada je igrao s robusnim centrom Wesom Unseldom te je igrao na novoj poziciji, onoj krilnog centra koja mu je više odgovarala i bila mu prirodnija, a uz Unselda je postao bolji i kompletniji igrač. Tandem pod koševima Unseld-Hayes igrao je tri NBA finala s Bulletsima u 70-ima (1975., 1978. i 1979.), a Unseld je igrao i NBA finale 1971., prije dolaska Hayesa u Bulletse.  
Hayesova sjajna statistika u NBA finalu 1975. nije im pomogla da osvoje naslov, Washington je bio poražen od Golden State Warriorsa, kojeg je predvodio Rick Barry. Tri godine kasnije u NBA finalu 1978. Hayes osvaja jedini NBA naslov u karijeri. Ali ništa nije davalo do znanja da će Washington te godine osvojiti naslov. Regularni dio sezone završili su omjerom 44-38, što je bio treći omjer na Istoku. U prva dva kruga doigravanja prošli su Atlantu i San Antonio. U finalu Istoka čekaala ih je favorizirana Philadelphia 76ers predvođena Julisom Ervingom, Georgom McGinnisom, Darrylom Dawkinsonom, World B. Freejom i Dougom Collinsonom, ali Bulletsi su ih pobijedili u seriji 4-2. U NBA finalu ih je čekao Seattle. Sedma utakmica igrala se baš u Seattleu, gdje su Sonicsi pobijedili 22 utakmice zaredom. Sa 105:99 Washington usred Seattlea osvaja svoj prvi i jedini NBA naslov. Hayes je u finalu imao prosjek od 20.7 koševa i 11.9 skokova. Iduće godine Washington i Seattle opet igraju u NBA finalu, ali ovaj put je Seattle pobijedio u pet utakmica. 

### Houston Rockets (1981. – 1984.)
Hayes je s 35 i pol godina mijenjan u momčad u kojoj je proveo i prve četiri sezone, Rocketse, tamo se i umirovio 1984. godine. U posljednjoj NBA sezoni Hayes je odigrao 81 utakmicu. U 16 NBA sezona propustio je samo 9 utakmica. Sedmi je najbolji strijelac svih vremena s 27 313 koševa i četvrti najbolji skakač (16 279), iza Wilta Chamberlaina, Billa Russella i Kareema Abdul-Jabbara. Samo su Kareem i Karl Malone odigrali više minuta od njega, a po prosjeku minuta samo Wilt, Russell i Oscar Robertson. Dva puta je bio najbolji skakač lige, a u NBA je 12 uzastopnih sezona imao prosjek od barem 20 koševa i 10 skokova. Jedini igrači koji imaji isto toliko ili više uzastopnih sezona s preko 20 koševa i 10 skokova su Hakeem Olajuwon (13) i Kareem Abdul-Jabbar (12). 

## Nakon umirovljenja
Nakon umirovljenja Hayes je u Houstonu, gdje je proveo veći dio života, otvorio autosalon "Liberty-Dayton G.M. Autoworld". Nakon umirovljenja nije prveiše pratio košarku, a na pitanje zašto ne radi nešto u vezi košarke odgovorio je: "Nisam nikad želio raditi nešto povezano sa sportom. Postojale su druge stvari koje sam htio raditi". Osim što je vlasnik autosalona, Hayes je zamjenik šerifa okruga Liberty jer je završio 9-mjesečni tečaj.

## Trenerska karijera (1984.)
Krajem 1984. Hayes je prihvatio posao trenera Houston Shamrocksa u ženskoj ABA ligi. Tada je izjavio da je uzbuđen što preuzima tu ekipu. Međutim, nakon samo dva tjedna treniranja i tek jedne odigrane utakmice, Hayes je otišao s mjesta trenera. 

## Vanjske poveznice
- Povijesni profil na NBA.com
- Profil na Košarkaškoj Kući slavnih

| Prethodnik Jimmy Walker | Prvi izbor NBA drafta NBA draft 1968. | Nasljednik Lew Alcindor |